# 남천초등학교 (부산)
남천초등학교는 대한민국 부산광역시 수영구에 있는 공립 초등학교이다.

## 학교 연혁
- 1917년 4월 1일: 사설남천강습소 개설
- 1938년 4월 1일: 남천간이학교 개교
- 1996년 3월 1일 남천초등학교로 개칭

## 참고 자료
- 남천초등학교 - 한국교육학술정보원 학교알리미